# Арманж, Полин
Полин Арманж (фр. Pauline Harmange, род. 6 декабря 1994) — французская феминистская блогер и активистка, чьё 96-страничное эссе Moi les hommes, je les déteste (2020) (Я ненавижу мужчин) стало резонансным в СМИ после того, как французский правительственный советник попытался подвергнуть публикацию цензуре.

## Я ненавижу мужчин
Первоначально предполагалось, что издание будет выпущено тиражом 400 экземпляров некоммерческим издательством Monstrograph, но внимание СМИ привело к тому, что первый тираж эссе Арманж Moi les hommes, je les déteste был распродан, и 2500 экземпляров были проданы в течение двух недель после его выпуска. Monstrograph выставил на аукцион права на перепечатку эссе, которые были куплены французским издательством Éditions du Seuil. По состоянию на 2021 год было продано 20 000 экземпляров книги, а также предоставлены права на перевод на 17 языков. 
Книга была опубликована в январе 2021 года в США под названием «Я ненавижу мужчин» (I Hate Men) издательством HarperCollins.

## Ранние годы
Арманж начала вести блог в возрасте 15 лет и публикует записи на своём сайте Un invincible été. Она также работала волонтёром в L’Échappée, ассоциации, борющейся с сексуальным насилием.

## Опубликованные труды
- Pauline, Harmange. Moi les hommes, je les déteste :  [фр.]. — Monstrograph, 2020-08-19.
- Limoges pour mourir :  [фр.]. — 2020.
- Aux endroits brisés :  [фр.]. — Fayard, 2021.
- Avortée, une histoire intime de l'IVG :  [фр.]. — Éditions Daronnes, 2022.